# Diocesi di Jardim
La diocesi di Jardim (in latino Dioecesis Viridariensis) è una sede della Chiesa cattolica in Brasile suffraganea dell'arcidiocesi di Campo Grande. Nel 2021 contava 145.370 battezzati su 241.000 abitanti. La sede è vacante.

## Territorio
La diocesi comprende 12 comuni nella parte sud-occidentale dello stato brasiliano del Mato Grosso do Sul: Jardim, Guia Lopes da Laguna, Nioaque, Dois Irmãos do Buriti, Aquidauana, Anastácio, Miranda, Bodoquena, Bonito, Porto Murtinho, Bela Vista e Caracol.
Sede vescovile è la città di Jardim, dove si trova la cattedrale di Nostra Signora di Fatima.
Il territorio si estende su una superficie di 69.942 km² ed è suddiviso in 13 parrocchie.

## Storia
La diocesi è stata eretta il 30 gennaio 1981 con la bolla Spiritalibus necessitatibus di papa Giovanni Paolo II, ricavandone il territorio dalla diocesi di Corumbá.

## Cronotassi dei vescovi
Si omettono i periodi di sede vacante non superiori ai 2 anni o non storicamente accertati.
- Onofre Cândido Rosa, S.D.B. † (16 febbraio 1981 - 4 agosto 1999 ritirato)
- Bruno Pedron, S.D.B. † (4 agosto 1999 succeduto - 11 aprile 2007 nominato vescovo di Ji-Paraná)
- Jorge Alves Bezerra, S.S.S., (21 maggio 2008 - 7 novembre 2012 nominato vescovo di Paracatu)
- João Gilberto de Moura (3 luglio 2013 - 30 ottobre 2024 nominato vescovo di Lins)

## Statistiche
La diocesi nel 2021 su una popolazione di 241.000 persone contava 145.370 battezzati, corrispondenti al 60,3% del totale.
| anno | popolazione | popolazione | popolazione | presbiteri | presbiteri | presbiteri | presbiteri                | diaconi | religiosi | religiosi | parrocchie |
| anno | battezzati  | totale      | %           | numero     | secolari   | regolari   | battezzati per presbitero | diaconi | uomini    | donne     | parrocchie |
| ---- | ----------- | ----------- | ----------- | ---------- | ---------- | ---------- | ------------------------- | ------- | --------- | --------- | ---------- |
| 1990 | 174.000     | 179.000     | 97,2        | 15         | 3          | 12         | 11.600                    |         | 12        | 36        | 13         |
| 1999 | 194.000     | 202.000     | 96,0        | 14         | 6          | 8          | 13.857                    |         | 8         | 33        | 13         |
| 2000 | 196.000     | 204.000     | 96,1        | 13         | 5          | 8          | 15.076                    |         | 8         | 33        | 13         |
| 2001 | 190.000     | 250.000     | 76,0        | 15         | 5          | 10         | 12.666                    |         | 11        | 29        | 13         |
| 2002 | 200.000     | 300.000     | 66,7        | 12         | 3          | 9          | 16.666                    |         | 10        | 29        | 13         |
| 2003 | 220.000     | 330.000     | 66,7        | 12         | 4          | 8          | 18.333                    |         | 9         | 27        | 13         |
| 2004 | 240.000     | 330.000     | 72,7        | 13         | 6          | 7          | 18.461                    |         | 8         | 33        | 13         |
| 2006 | 250.000     | 365.000     | 68,5        | 14         | 8          | 6          | 17.857                    | 1       | 7         | 33        | 13         |
| 2013 | 279.000     | 400.000     | 69,8        | 14         | 6          | 8          | 19.928                    | 1       | 8         | 13        | 13         |
| 2016 | 285.000     | 409.800     | 69,5        | 17         | 4          | 13         | 16.764                    |         | 13        | 10        | 13         |
| 2019 | 143.100     | 239.156     | 59,8        | 21         | 10         | 11         | 6.814                     | 1       | 11        | 10        | 13         |
| 2021 | 145.370     | 241.000     | 60,3        | 21         | 10         | 11         | 6.922                     | 1       | 11        | 8         | 13         |